# Roger Heim
Roger Jean Heim (ur. 12 lutego 1900 w Paryżu, zm. 17 września 1979 tamże) – francuski mykolog.

## Życiorys
Urodził się w Paryżu. Studiował na politechnice École Centrale Paris, na której w 1931 r. otrzymał doktorat. Drugi doktorat uzyskał na Uniwersytecie w Uppsali w Szwecji. Podczas II wojny światowej został uwięziony w obozie koncentracyjnym w Gusen. W 1951 r. został dyrektorem Francuskiego Narodowego Muzeum Historii Naturalnej i był nim do 1965 r. Przewodniczył 8. Międzynarodowemu Kongresowi Botanicznemu, który odbył się w Paryżu w 1954 r. W latach 1954–1958 był prezesem Międzynarodowej Unii Ochrony Przyrody (IUCN). Za swoją działalność odznaczony został wieloma nagrodami, m.in. medalem Legii Honorowej i Commandeur de l’Ordre des Arts et des Lettres, medalem Darwina-Wallacea. Był członkiem honorowym Mycological Society of America i French Académie d’agriculture (Francuska Akademia Rolnicza), Académie d’architecture (Królewska Akademia Architektury). Zmarł w Paryżu w wieku 79 lat.

## Praca naukowa
Specjalizował się w mykologii i fitopatologii tropikalnej. Badał budowę hymenium grzybów i ich taksonomię. Zajmował się także grzybami halucynogennymi, m.in. Psilocybe i Stropharia. Wraz z mykologiem R. Gordonem Wassonem w Meksyku zbierali grzyby halucynogenne. R. Heim hodował je w swojej pracowni, a pobrane próbki wysyłał do analizy w kilku specjalistycznych laboratoriach. Z próbek tych Albert Hofmann z Sandoz Laboratories w Bazylei w Szwajcarii wyizolował i scharakteryzował psilocybinę i psylocynę – związki o własnościach psychogennych.
Łącznie opublikował około 650 artykułów naukowych z takich dziedzin nauki jak: botanika, chemia, edukacja, leśnictwo, ogrodnictwo, sztuki wyzwolone, medycyna i zoologia. Był prekursorem ochrony środowiska w czasach, gdy większość biologów troszczyła się tylko o naukę, ale nie o utratę różnorodności biologicznej. W okresie gdy był dyrektorem muzeum, włączył je w ochronę przyrody.
Opisał także nowe gatunki grzybów. Przy ich nazwach naukowych podawany jest skrót jego nazwiska R. Heim.